# دايرو
يوردي فان إغمونت (Jordy van Egmond) و يعرف أكثر باسم دايرو (Dyro) من مواليد 22 أبريل 1992. هو دي جي ومنتج أسطوانات هولندي مختص في موسيقى الرقص الإلكترونية.

## روابط خارجية
- دايرو على موقع ميوزك برينز (الإنجليزية)
- دايرو على موقع أول ميوزيك (الإنجليزية)
- دايرو على موقع ديسكوغز (الإنجليزية)